# Summer Magic (EP)
Summer Magic là đĩa mở rộng đặc biệt bằng tiếng Hàn thứ hai (tổng thể thứ bảy) của nhóm nhạc nữ Hàn Quốc Red Velvet, được tiếp thị dưới dạng EP đặc biệt "mùa hè" sau The Red Summer, được phát hành vào tháng 7 năm 2017. EP cũng là bản phát hành chính thứ ba của nhóm để tập trung vào concept "Đỏ" của họ. Được phát hành vào ngày 6 tháng 8 năm 2018, EP bao gồm bảy bài hát, bao gồm đĩa đơn chính "Power Up" và phiên bản tiếng Anh của "Bad Boy" dưới dạng bài hát phụ, khiến đây là bài hát đầu tiên của nhóm được phát hành bằng tiếng Anh.
EP là một thành công thương mại trong nước và quốc tế, đứng đầu Bảng xếp hạng Album, Bảng xếp hạng Đĩa đơn và Bảng xếp hạng Tải xuống của bảng xếp hạng Gaon tại Hàn Quốc. Ở những nơi khác, nó ra mắt ở vị trí thứ ba trên bảng xếp hạng US Billboard World Albums. Nó cũng xếp hạng trên bảng xếp hạng Heatseekers Albums của trang web ở vị trí thứ 3, Digital Albums ở vị trí thứ 21 và trở thành bản phát hành đầu tiên của nhóm lọt vào bảng xếp hạng Top Album Sales ở vị trí thứ 91. Đĩa đơn chính "Power Up" cũng ra mắt ở vị trí thứ 6 trên bảng xếp hạng World Digital Songs của nó. Tại Pháp, album đứng ở vị trí thứ 42 trên Bảng xếp hạng Tải xuống Album của Pháp. EP cũng là bản phát hành đầu tiên của nhóm lọt vào bảng xếp hạng ở Anh và Úc, ra mắt ở vị trí 38 trên Bảng xếp hạng tải xuống album của Vương quốc Anh và ở vị trí 31 trên Bảng xếp hạng 50 album kỹ thuật số hàng đầu của Úc.

## Danh sách bài hát
Tham khảo từ Naver
| Summer Magic     | Summer Magic | Summer Magic                                                                       | Summer Magic | Summer Magic                | Summer Magic |
| STT              | Nhan đề | Phổ lời                                                                            | Phổ nhạc | Arrangements                | Thời lượng   |
| ---------------- | --- | ---------------------------------------------------------------------------------- | --- | --------------------------- | ------------ |
| 1.               | "Power Up" | Kenzie                                                                             | Jonatan Gusmark (Moonshine) Ludvig Evers (Moonshine) Cazzi Opeia (Sunshine) Ellen Berg Tollbom (Sunshine)                    | Moonshine                   | 3:22         |
| 2.               | "With You" (tiếng Hàn: 한 여름의 크리스마스; Romaja: Han Yeoreum-ui Keuriseumaseu; dịch nghĩa đen: "A Summer's Christmas") | January 8th (lalala Studio) Baek Geum-min (Song Carrot) Lee Soo-jung (Song Carrot) | Nermin Harambašić Anne Judith Wik Jin Suk Choi Hugo Solis Gionata Caracciolo (Gabesco)                                       | Dsign Music Hugo Solis      | 3:27         |
| 3.               | "Mr. E" | Kenzie                                                                             | Kenzie Sebastian Lundberg (Trinity Music) Fredrik Häggstam (Trinity Music) Johan Gustafsson (Trinity Music) Courtney Woolsey | Trinity Music               | 3:38         |
| 4.               | "Mosquito" | Seo Ji-eum                                                                         | Teddy Riley Lee Hyun-seung Dominique "DOM" Rodriguez (Audity) Daniel "Obi" Klein Ylva Dimberg (The Kennel)                   | Teddy Riley                 | 3:11         |
| 5.               | "Hit That Drum" | Misfit                                                                             | Ronny Svendsen Nermin Harambašić Anne Judith Wik Blair MacKichan                                                             | Dsign Music Blair MacKichan | 3:12         |
| 6.               | "Blue Lemonade" | Seo Ji-eum                                                                         | Lee Joo-hyoung (MonoTree) NOPARI (MonoTree) Cazzi Opeia                                                                      | MonoTree                    | 3:16         |
| 7.               | "Bad Boy" (English version) (Bonus track)                                                                                  | Whitney Phillips                                                                   | The Stereotypes Maxx Song (Command Freaks) Whitney Phillips Yoo Young-jin                                                    | The Stereotypes             | 3:28         |
| Tổng thời lượng: | Tổng thời lượng: | Tổng thời lượng:                                                                   | Tổng thời lượng: | Tổng thời lượng:            | 23:46        |

| Summer Magic — iTunes release | Summer Magic — iTunes release     | Summer Magic — iTunes release |
| STT                           | Nhan đề                           | Thời lượng                    |
| ----------------------------- | --------------------------------- | ----------------------------- |
| 8.                            | "Red Radio" (Special audio track) | 11:18                         |
| Tổng thời lượng:              | Tổng thời lượng:                  | 35:02                         |

## Tiếp thị
| Chart (2018)                         | Peak position |
| ------------------------------------ | ------------- |
| Australian Digital Albums (ARIA)     | 31            |
| French Download Albums (SNEP)        | 42            |
| Japanese Albums (Oricon)             | 12            |
| South Korean Albums (Gaon)           | 1             |
| Album Anh Quốc Digital (OCC)         | 38            |
| US Digital Albums (Billboard)        | 21            |
| Album Hoa Kỳ Heatseekers (Billboard) | 3             |
| Album Hoa Kỳ Independent (Billboard) | 10            |
| Album Hoa Kỳ Top Sales (Billboard)   | 91            |
| Album Hoa Kỳ World (Billboard)       | 3             |

| Chart (2018)               | Peak position |
| -------------------------- | ------------- |
| South Korean Albums (Gaon) | 2             |

| Chart (2018)               | Position |
| -------------------------- | -------- |
| South Korean Albums (Gaon) | 30       |

## Giải thưởng

### Giải thưởng âm nhạc hàng năm
| Năm  | Giải thưởng âm nhạc           | Hạng mục                        | Đề cử cho    | Kết quả   |
| ---- | ----------------------------- | ------------------------------- | ------------ | --------- |
| 2018 | MBC Plus X genie Music Awards | Best Female Dance Performance   | Power Up     | Đề cử     |
| 2018 | MBC Plus X genie Music Awards | Song of the Year                | Power Up     | Đề cử     |
| 2018 | Korea Popular Music Awards    | Digital Award                   | Power Up     | Đề cử     |
| 2018 | Korea Popular Music Awards    | Album Award                     | Summer Magic | Đề cử     |
| 2019 | Golden Disc Awards            | Album Division Main Award       | Summer Magic | Đề cử     |
| 2019 | Gaon Chart Music Awards       | Song of the Month (August 2018) | Power Up     | Đoạt giải |
| 2019 | M2 X genie Music Awards       | The Performing Artist (Female)  | Power Up     | Đề cử     |
| 2019 | M2 X genie Music Awards       | The Top Music                   | Power Up     | Đề cử     |

### Giải thưởng chương trình âm nhạc
| Bài hát    | Chương trình              | Ngày                     |
| ---------- | ------------------------- | ------------------------ |
| "Power Up" | Show Champion (MBC Music) | Ngày 15 tháng 8 năm 2018 |
| "Power Up" | Show Champion (MBC Music) | Ngày 22 tháng 8 năm 2018 |
| "Power Up" | M Countdown (Mnet)        | Ngày 16 tháng 8 năm 2018 |
| "Power Up" | M Countdown (Mnet)        | Ngày 23 tháng 8 năm 2018 |
| "Power Up" | Music Bank (KBS)          | Ngày 17 tháng 8 năm 2018 |
| "Power Up" | Music Bank (KBS)          | Ngày 24 tháng 8 năm 2018 |
| "Power Up" | Show! Music Core (MBC)    | Ngày 18 tháng 8 năm 2018 |
| "Power Up" | Inkigayo (SBS)            | Ngày 19 tháng 8 năm 2018 |
| "Power Up" | Inkigayo (SBS)            | Ngày 26 tháng 8 năm 2018 |
| "Power Up" | The Show (SBS MTV)        | Ngày 21 tháng 8 năm 2018 |